# Líncora (Chantada)
Líncora (llamada oficialmente San Pedro de Líncora) es una parroquia española del municipio de Chantada, en la provincia de Lugo, Galicia.

## Historia

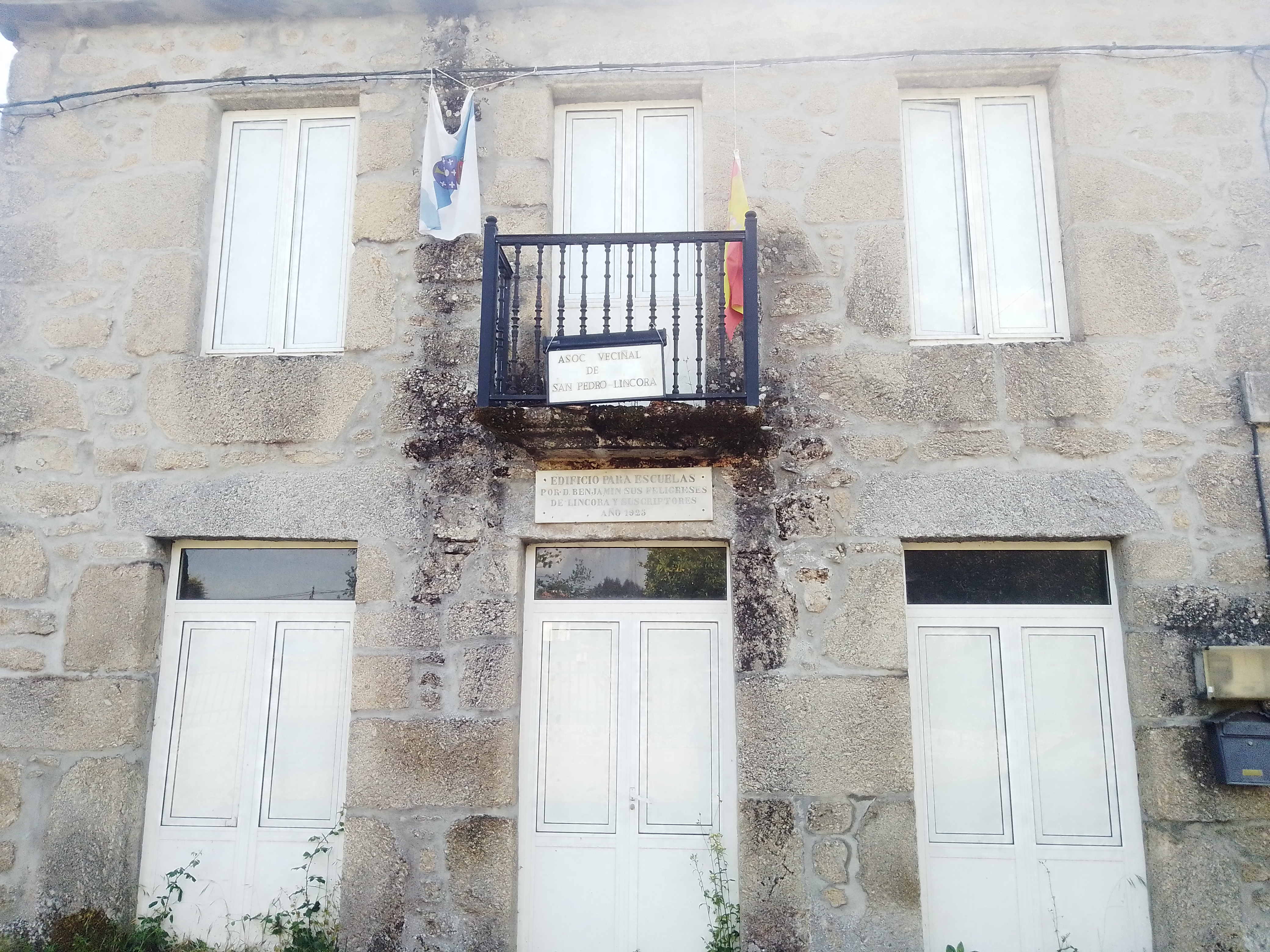
Antigua escuela de S. Pedro, construida en 1925 con las aportaciones del cura Benjamín, sus feligreses y otros suscriptores.

La parroquia, que pertenece al término municipal lucense de Chantada, en la comunidad autónoma de Galicia, contaba hacia 1847 con 799 habitantes. En 2018 su población ascendía a 163 habitantes. Aparece descrita en el décimo volumen del Diccionario geográfico-estadístico-histórico de España y sus posesiones de Ultramar de Pascual Madoz de la siguiente manera:

LÍNCORA (San Pedro de): felig. en la prov. y dióc. de Lugo (9 leg.), part. jud. y ayunt. de Chantada (1/2): sit. sobre la márg. der. del Miño, y en la parte meridional de la confluencia del Asma: clima templado y sano. Comprende los l. ó ald. de Adaúlfe, Alemparte, Arriba, Cañizos, Devesa, Frean, Follatal, Fondo de Vila, Hermida, Iglesia, Pacio, Puente-hermida, Queijeiros, Rubiás, Senra, Sobrado y Vilanova, que reúnen sobre 130 casas de pobres labradores. La igl. parr. (San Pedro), es única, el curato de entrada, y su patronato eel. El term. confina por N. con San Félix de Asma, interpuesto el r. de este nombre; al E. le baña el Miño; por S. limita con Sta. María de Campo-Ramiro, y por O. con San Salvador de Asma. El terreno es de buena calidad y no carece de arbolado; los caminos son locales y malos, y el correo se recibe por la cap. del part. prod.. trigo, centeno, maíz, patatas, vino, lino, legumbres, castañas, hortalizas y bastante fruta, pastos y combustible: cría ganado vacuno, caballar, mular, lanar, cabrío y de cerca; hay alguna caza y bastante pesca. ind.: la agrícola, molinos harineros y telares para lino y lana. comercio: el que le proporcionan los mercados inmediatos, en los cuales beneficia su ganado, y el sobrantes de las cosechas, así como el prod. de sus telares. pobl.: 133 vec., 799 alm. contr.: con su ayunt. (V.).
(Madoz, 1847, p. 303)

## Organización territorial
La parroquia está formada por catorce entidades de población, constando doce de ellas en el nomenclátor del Instituto Nacional de Estadística español:

### Entidades de población
Entidades de población que forman parte de la parroquia:
- Adaúlfe
- A Eirexe
- Alemparte
- Devesa (A Devesa)
- Fondo de Vila
- Freán
- Ponte Ermida (A Ponte da Ermida)
- Queixeiros (Os Queixeiros)
- Rubiás
- San Pedro
- Sobrado
- Vilachá
- Vilanova

### Despoblado
Despoblado que forma parte de la parroquia:
- Fixós

## Demografía
| Gráfica de evolución demográfica de Líncora entre 2000 y 2019 |
|                                                               |
| Datos según el nomenclátor publicado por el INE.              |